# Carepa (kommun)
Carepa är en kommun i Colombia.   Den ligger i departementet Antioquía, i den nordvästra delen av landet, 500 km nordväst om huvudstaden Bogotá. Antalet invånare är 43 125.